# Zagrič
Zagrič je najvzhodnejša vas v Občini Šmartno pri Litiji. Meji z ozemljem občin Trebnje in Litija. Staro ime vasi je Lačenberg. V območju Zagriča oziroma Griča je nekoč stal dvorec.  Danes tam stoji lovska koča lovske družine Velika Loka. Njegov vrh leži 578 metrov nad morjem, od koder se lahko med drugim vidi Kamniško-Savinjske in Julijske Alpe, Snežnik, Kum ter del Gorjancev. Na južnem delu se nahajajo vinogradi z zidanicami, ki so bila zgrajena v zadnjih 100 letih. Zahodni del vasi krasi s kamnom vložen (velban) most, na katerem je stara kočijaška cesta, ki je peljala na Dunaj.